# Historia del Real Club Deportivo de La Coruña (1973-1991)

## 1973 - 1991
Desde la temporada 1972/73 hasta la 1991/92 el Deportivo no supo lo que era jugar en Primera. 
En la década de los 70 se tocó fondo al descender a la Tercera División en la temporada 1973/74. Hubo dimisión del presidente, cese de tres entrenadores y fichajes fallidos. Nadie podía creerse que el equipo que dos años antes estuvo con lo mejor del fútbol español fuese a tener que enfrentarse al Turón o al Guernica. La curva de descenso de prestigio social y deportivo se veía acentuada por el incremento constante de la deuda económica. 
En los ochenta se produce el descenso a la Segunda División B en la temporada 1980/81.Durante esta década, capitaneados en el terreno de juego por José Luis Vara y donde también destacan Agulló, Ballesta, Traba, Castro o Brizzola entre otros, se mantuvo la incertidumbre en la obsesión por recuperar la categoría perdida en la temporada 1972/73 y volver cuanto antes a la Primera División. Sin embargo, las decepciones se sucedían, y cuanto más cerca se situaba el objetivo, mayor era la frustración de no llegar a él, conduciendo incluso al borde de un nuevo descenso a la Segunda División B, salvada en última instancia, en mayo de 1988 por el villalbés Vicente que, con el tiempo reglamentario cumplido, lograba batir la portería del Racing de Santander en el partido que cerraba el campeonato. Tras esta sucesión de decepciones, se renueva por completo la directiva del Club con el objetivo de sanearlo económicamente y conseguir la estabilidad deportiva. 

### Llega Lendoiro, cambia la historia
El nacimiento del nuevo Deportivo tiene su origen en la histórica asamblea, de carácter abierto y popular, que se celebró en 1988 en el Colegio de Los Salesianos ante miles de personas y en la que salió elegido presidente Augusto César Lendoiro. La afición quería como presidente al hombre que convirtió al Hockey Club Liceo en el mejor club de hockey del mundo en la década de los 80. La situación no era nada alentadora: la fuerte deuda, que ascendía a 600 millones de pesetas, la mala perspectiva deportiva de un equipo que se había salvado en el último momento del descenso a Segunda División B y la débil implantación social del Club, eran los problemas más urgentes. Para intentar solucionarlos la directiva planteó una campaña de mentalización ciudadana basada en la estabilidad y la solvencia económica, es decir, el éxito deportivo estaba íntimamente ligado al económico. Bajo el lema "camina o revienta", muy utilizado por el presidente en esas fechas, el Club sale adelante y sobre esa base se articuló el "milagro del Deportivo". 
La temporada 1989/90 el Deportivo se cuela en la fase de promoción de ascenso a Primera División. Era el año del estreno de Martín Lasarte, Sabín Bilbao, Sredojevic, Batrovic y el búlgaro Stoyanov, entre otros. El emparejamiento con el Tenerife, después del empate del encuentro de ida en el archipiélago canario, se presentaba esperanzador. Se llevó a cabo una movilización total del espíritu blanquiazul, obteniendo una entrega y apoyo incondicional de la afición a su equipo. No pudo ser y otra vez más las gradas de Riazor eran testigo de una decepción. A pesar de ello la masa social seguía ascendiendo, con 17.500 abonados en Segunda División.
La temporada 1990/91 se planifica con la experiencia de gente curtida en Primera, y se suman al equipo Josu, Albístegui, Stojadinovic, Kanatlarovski, Mújika, Villa, Albis, Uralde y, más adelante, Djukic. Objetivo, el ascenso a Primera. Tuvo que ser otra vez en los últimos compases de la Liga cuando se decide el futuro del club coruñés, pero después de los años de sufrimiento en Segunda, se consigue el merecido premio: "Barça, Madrid, ya estamos aquí"

### Hitos más destacados de estos años
- Deuda en julio del 78 de 83 millones de pesetas.
- 1978/79 Luis Suárez, entrenador del Deportivo.
- 1981/82 Celebración del 75 aniversario.
- 1983/84 El Deportivo cuenta en esta temporada con 7.900 socios.
- 1986 La deuda del Club supera los 400 millones de pesetas.
- 1987 La deuda del Club supera los 600 millones de pesetas.
- 1988 Augusto César Lendoiro es elegido nuevo presidente del Real Club Deportivo.
- 1988/89 Semifinalista en la Copa del Rey, donde se cae con mucha polémica ante el Valladolid. Estando en Segunda pasa de 5.000 a 10.000 socios.
- 1989/90 Se alcanzan los 17.500 socios.
- 1990/91 Nuevo ascenso a Primera División.

| Predecesor: Historia del Real Club Deportivo de La Coruña (1957-1973) | Los peores años De 1973 a 1991 | Sucesor: Historia del Real Club Deportivo de La Coruña (1991-1998) |